# Phil Wachsmann
Pour les articles homonymes, voir Wachsmann.
Phil Wachsmann est un violoniste, compositeur et improvisateur britannique né le 5 août 1944 à Kampala en Ouganda. Sa musique est d'avant-garde jazz et jazz fusion.

## Biographie
Fondateur du groupe Chamberpot, il enseigne la musique électroacoustique dans plusieurs universités de Londres. Il a travaillé avec plusieurs musiciens de free jazz, parmi lesquels Tony Oxley, Fred van Hove, Barry Guy, Derek Bailey et Paul Rutherford. Wachsmann est connu par ses improvisations de musique électroacoustique.

## Discographie
- February Papers avec Tony Oxley, 1977
- Improvisations are forever now (avec Barry Guy et Howard Riley), 1977-79
- The Family avec Wuppertal Workshop Ensemble (Peter Brötzmann, Gianluigi Trovesi, Peter Kowald), 1980
- Chapter two 1981-3, avec Iskra 1903, 1981-83
- Was macht ihr denn?, enregistrement de concert avec Mark Charig, Fred van Hove, Günter Baby Sommer, 1982
- Epiphany/Epiphanies, avec Company (Ursula Oppens (piano), Fred Frith, George Lewis (trombone), Julie Tippetts, 1982
- Writing in water, 1984 (solo)
- Ellispontos avec Paul Lytton, Hans Schneider (basse), Floros Floridis, 1985
- The Glider & the Grinder avec Tony Oxley, 1987
- Songs and Variations avec Georg Gräwes GrubenKlangOrchester, 1988-89
- Trio Raphiphi, avec Radu Malfatti et Phil Minton, 1990
- Theoria avec London Jazz Composers Orchestra, 1991
- Meetings avec Mario Schiano, 1992
- Toward the margins avec The Evan Parker Electro-Acoustic Ensemble, 1996
- The balance of trade avec Paul Lytton Quartet, 1996
- Proceedings avec London Improvisers Orchestra, 1999
- August steps, Duo con Teppo Hauta-Aho, 1999
- Freedom of the city 2002 avec London Improvisers Orchestra, 2002
- 888 avec Evan Parker, Hugh Davies, Eddie Prévost, 2003
- Free zone Appleby 2005 avec Gerd Dudek, Tony Levin, Evan Parker, Tony Marsh, Paul Dunmall, John Edwards (improvisations), Kenny Wheeler, Paul Rogers, 2005